# Craig Gordon
Craig Gordon (Edimburgo, Escocia, 31 de diciembre de 1982) es un futbolista escocés que juega como portero en el Heart of Midlothian F. C. Es internacional con Escocia.

## Biografía
Formado en las categorías inferiores del Hearts, Gordon su debut oficial con el primer equipo el 6 de octubre de 2002 frente al Livingston FC, aunque no sería hasta la temporada 2003-04 cuando Gordon se adueñase de la portería del equipo de su Edimburgo natal. La temporada 2005-06 fue una de las más exitosas para Gordon, finalizando el Hearts segundo en la Premier League de Escocia y reemplazando al Rangers como segundo, hito que no suele suceder demasiado en Escocia, donde Celtic y Rangers copan las dos primeras posiciones año a año. Además, en esa temporada el Hearts conquistó la Copa de Escocia tras vencer al Gretna en los penaltis en Hampden Park después de llegar a los 90 minutos reglamentarios con 1-1 en el marcador.
En agosto de 2007, Craig Gordon fue traspasado al Sunderland A. F. C. de Roy Keane a cambio de 12,1 millones de euros, convirtiéndose en el fichaje más caro de un portero en la historia del fútbol inglés, superando a Fabien Barthez. Gordon también se convirtió en el jugador escocés más caro de la historia, seguido del lateral Alan Hutton, que fichó por el Tottenham Hotspur en enero de 2008 después de que el equipo de Juande Ramos pagase a los protestantes del Rangers 10,7 millones de euros.
Finalmente Gordon quedó libre del Sunderland A. F. C. al término de la temporada 2011-12. En los 5 años como arquero de los black cats logró disputar 88 partidos teniendo pocas participaciones en las temporadas 2010-11 y 2011-12 tras arrastrar algunas lesiones y el buen momento de su competidor, el joven Simon Mignolet.
Lamentablemente las lesiones le impidieron seguir siendo arquero así se retiró, ya que los dolores no lo dejaban desempeñarse como arquero.
Luego de dos años de inactividad Gordon comenzó a entrenar con el Rangers Football Club, viendo así que podía volver a ser arquero a sus 31 años. firmó un contrato con el rival del Rangers Football Club, el Celtic con un contrato de 3 años y usaría el número (26), debutó oficialmente el 19 de julio de 2014.

### Selección nacional
Craig Gordon debutó con la tartan team (como es conocida la selección escocesa) el 30 de mayo de 2004 en Easter Road (curiosamente el estadio del máximo rival del Hearts, el Hibernian F. C.) ante el combinado de Trinidad y Tobago que acabó con 4-1 a favor del equipo nacional escocés, entonces entrenado por Berti Vogts. Desde entonces ha sido el portero titular de Escocia, tanto para Walter Smith como para Alex McLeish.

## Clubes
| Club                       | País       | Año       |
| -------------------------- | ---------- | --------- |
| Heart of Midlothian F. C.  | Escocia    | 2000-2007 |
| Cowdenbeath F. C. (cedido) | Escocia    | 2001-2002 |
| Sunderland A. F. C.        | Inglaterra | 2007-2012 |
| Celtic F. C.               | Escocia    | 2014-2020 |
| Heart of Midlothian F. C.  | Escocia    | 2020-     |

## Palmarés

### Campeonatos nacionales
| Título                     | Club                      | País    | Año     |
| -------------------------- | ------------------------- | ------- | ------- |
| Copa de Escocia            | Heart of Midlothian F. C. | Escocia | 2005-06 |
| Scottish Premiership       | Celtic F. C.              | Escocia | 2014-15 |
| Copa de la Liga de Escocia | Celtic F. C.              | Escocia | 2014-15 |
| Scottish Premiership       | Celtic F. C.              | Escocia | 2015-16 |
| Scottish Premiership       | Celtic F. C.              | Escocia | 2016-17 |
| Copa de Escocia            | Celtic F. C.              | Escocia | 2016-17 |
| Copa de la Liga de Escocia | Celtic F. C.              | Escocia | 2016-17 |
| Copa de la Liga de Escocia | Celtic F. C.              | Escocia | 2017-18 |
| Scottish Premiership       | Celtic F. C.              | Escocia | 2017-18 |
| Copa de Escocia            | Celtic F. C.              | Escocia | 2017-18 |
| Copa de la Liga de Escocia | Celtic F. C.              | Escocia | 2018-19 |
| Scottish Premiership       | Celtic F. C.              | Escocia | 2018-19 |
| Copa de Escocia            | Celtic F. C.              | Escocia | 2018-19 |
| Copa de la Liga de Escocia | Celtic F. C.              | Escocia | 2019-20 |
| Scottish Premiership       | Celtic F. C.              | Escocia | 2019-20 |